# Nassarina whitei
Nassarina whitei is een slakkensoort uit de familie van de Columbellidae. De wetenschappelijke naam van de soort is voor het eerst geldig gepubliceerd in 1928 door Bartsch.